# Chặng đua MotoGP Đức
Chặng đua MotoGP Đức (tên chính thức Grand Prix Deutschland) là một chặng đua thuộc giải đua xe MotoGP được tổ chức hàng năm (tính đến năm 2021) ở trường đua Sachsenring, Đức. Chặng đua này bao gồm ba thể thức là MotoGP, Moto2, Moto3.

## Lịch sử
Trước năm 1952, MotoGP Đức là một giải đua độc lập. Từ năm 1952, giải đua được sáp nhập và trở thành một chặng đua của mùa giải MotoGP. Có nhiều trường đua từng tổ chức chặng đua này, trong đó có những trường đua nổi tiếng như Hockenheimring và Nurburgring.
Đến năm 1998: Chặng đua lại dời nhà đến trường đua Sachsenring.
Từ năm 2010 đến năm 2021 (trừ năm 2020 chặng đua bị hủy vì đại dịch covid-19) thì Marc Marquez có 11 lần chiến thắng liên tiếp. Riêng chiến thắng ở chặng đua năm 20211  là chiến thắng đầu tiên của Marquez sau khoảng 11 tháng vật lộn với chấn thương.

## Các trường đua từng đăng cai

Avus
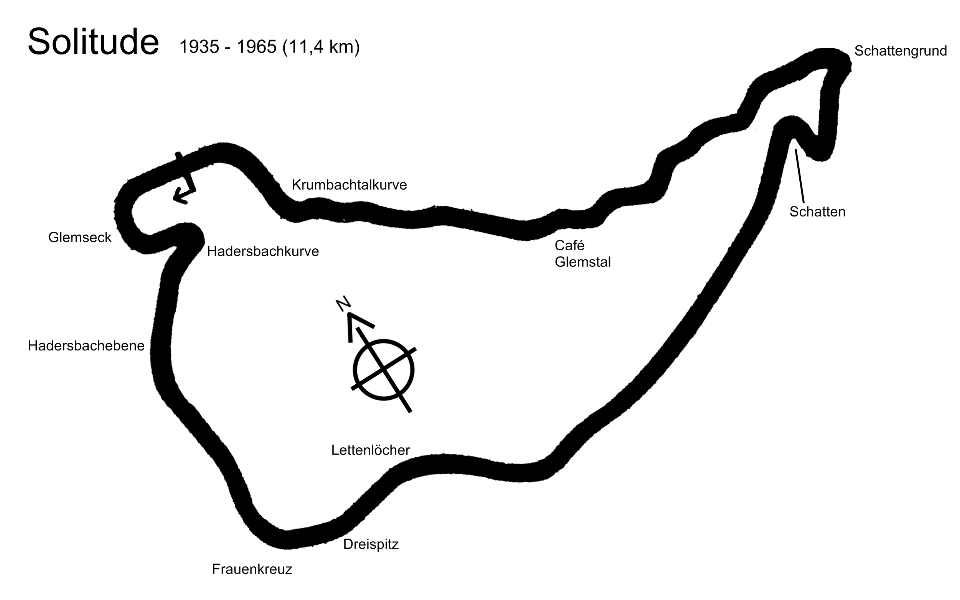
Solitude, từ năm 1935 đến 1965
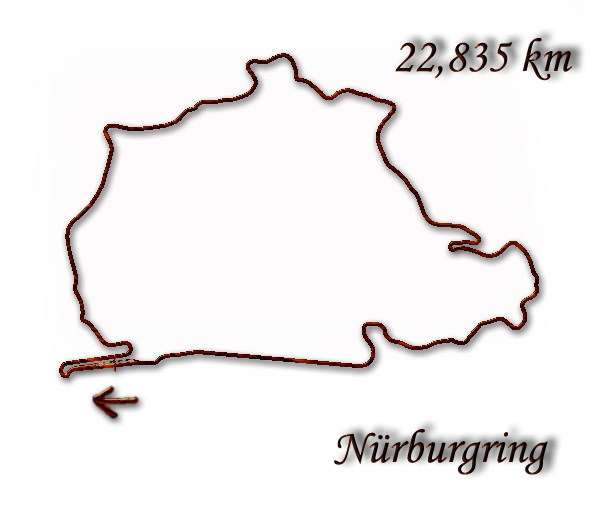
Nürburgring Nordschleife, được tổ chức đến năm 1980
Nürburgring Grand Prix, 1984–1997
Hockenheimring được sử dụng đến năm 1994
Sachsenring, được tổ chức từ năm 1998

## Kết quả theo năm
(Những năm có màu nền màu hồng là những năm chặng đua không thuộc giải MotoGP)
| Năm  | Trường đua  | Moto3                       | Moto3                       | Moto2                       | Moto2                       | MotoGP                      | MotoGP                      | Chi tiết                    |
| Năm  | Trường đua  | Tay đua                     | Xe                          | Tay đua                     | Xe                          | Tay đua                     | Xe                          | Chi tiết                    |
| ---- | ----------- | --------------------------- | --------------------------- | --------------------------- | --------------------------- | --------------------------- | --------------------------- | --------------------------- |
| 2021 | Sachsenring | Pedro Acosta                | KTM                         | Remy Gardner                | Kalex                       | Marc Márquez                | Honda                       | Chi tiết                    |
| 2020 | Sachsenring | Bị hủy vì đại dịch covid-19 | Bị hủy vì đại dịch covid-19 | Bị hủy vì đại dịch covid-19 | Bị hủy vì đại dịch covid-19 | Bị hủy vì đại dịch covid-19 | Bị hủy vì đại dịch covid-19 | Bị hủy vì đại dịch covid-19 |

| Năm  | Trường đua  | MotoE      | MotoE    | Moto3               | Moto3 | Moto2        | Moto2 | MotoGP       | MotoGP | Chi tiết |
| Năm  | Trường đua  | Tay đua    | Xe       | Tay đua             | Xe    | Tay đua      | Xe    | Tay đua      | Xe     | Chi tiết |
| ---- | ----------- | ---------- | -------- | ------------------- | ----- | ------------ | ----- | ------------ | ------ | -------- |
| 2019 | Sachsenring | Niki Tuuli | Energica | Lorenzo Dalla Porta | Honda | Álex Márquez | Kalex | Marc Márquez | Honda  | Report   |

| Năm  | Trường đua             | Moto3              | Moto3   | Moto2               | Moto2    | MotoGP             | MotoGP | Chi tiết |
| Năm  | Trường đua             | Tay đua            | Xe      | Tay đua             | Xe       | Tay đua            | Xe     | Chi tiết |
| ---- | ---------------------- | ------------------ | ------- | ------------------- | -------- | ------------------ | ------ | -------- |
| 2018 | Sachsenring            | Jorge Martín       | Honda   | Brad Binder         | KTM      | Marc Márquez       | Honda  | Report   |
| 2017 | Sachsenring            | Joan Mir           | Honda   | Franco Morbidelli   | Kalex    | Marc Márquez       | Honda  | Report   |
| 2016 | Sachsenring            | Khairul Idham Pawi | Honda   | Johann Zarco        | Kalex    | Marc Márquez       | Honda  | Report   |
| 2015 | Sachsenring            | Danny Kent         | Honda   | Xavier Siméon       | Kalex    | Marc Márquez       | Honda  | Report   |
| 2014 | Sachsenring            | Jack Miller        | KTM     | Dominique Aegerter  | Suter    | Marc Márquez       | Honda  | Report   |
| 2013 | Sachsenring            | Álex Rins          | KTM     | Jordi Torres        | Suter    | Marc Márquez       | Honda  | Report   |
| 2012 | Sachsenring            | Sandro Cortese     | KTM     | Marc Márquez        | Suter    | Dani Pedrosa       | Honda  | Report   |
| Năm  | Trường đua             | 125cc              | 125cc   | Moto2               | Moto2    | MotoGP             | MotoGP | Chi tiết |
| Năm  | Trường đua             | Tay đua            | Xe      | Tay đua             | Xe       | Tay đua            | Xe     | Chi tiết |
| 2011 | Sachsenring            | Héctor Faubel      | Aprilia | Marc Márquez        | Suter    | Dani Pedrosa       | Honda  | Report   |
| 2010 | Sachsenring            | Marc Márquez       | Derbi   | Toni Elías          | Moriwaki | Dani Pedrosa       | Honda  | Report   |
| Năm  | Trường đua             | 125cc              | 125cc   | 250cc               | 250cc    | MotoGP             | MotoGP | Chi tiết |
| Năm  | Trường đua             | Tay đua            | Xe      | Tay đua             | Xe       | Tay đua            | Xe     | Chi tiết |
| 2009 | Sachsenring            | Julián Simón       | Aprilia | Marco Simoncelli    | Gilera   | Valentino Rossi    | Yamaha | Report   |
| 2008 | Sachsenring            | Mike Di Meglio     | Derbi   | Marco Simoncelli    | Gilera   | Casey Stoner       | Ducati | Report   |
| 2007 | Sachsenring            | Gábor Talmácsi     | Aprilia | Hiroshi Aoyama      | KTM      | Dani Pedrosa       | Honda  | Report   |
| 2006 | Sachsenring            | Mattia Pasini      | Aprilia | Yuki Takahashi      | Honda    | Valentino Rossi    | Yamaha | Report   |
| 2005 | Sachsenring            | Mika Kallio        | KTM     | Dani Pedrosa        | Honda    | Valentino Rossi    | Yamaha | Report   |
| 2004 | Sachsenring            | Roberto Locatelli  | Aprilia | Dani Pedrosa        | Honda    | Max Biaggi         | Honda  | Report   |
| 2003 | Sachsenring            | Stefano Perugini   | Aprilia | Roberto Rolfo       | Honda    | Sete Gibernau      | Honda  | Report   |
| 2002 | Sachsenring            | Arnaud Vincent     | Aprilia | Marco Melandri      | Aprilia  | Valentino Rossi    | Honda  | Report   |
| Năm  | Trường đua             | 125cc              | 125cc   | 250cc               | 250cc    | 500cc              | 500cc  | Chi tiết |
| Năm  | Trường đua             | Tay đua            | Xe      | Tay đua             | Xe       | Tay đua            | Xe     | Chi tiết |
| 2001 | Sachsenring            | Simone Sanna       | Aprilia | Marco Melandri      | Aprilia  | Max Biaggi         | Yamaha | Report   |
| 2000 | Sachsenring            | Youichi Ui         | Derbi   | Olivier Jacque      | Yamaha   | Alex Barros        | Honda  | Report   |
| 1999 | Sachsenring            | Marco Melandri     | Honda   | Valentino Rossi     | Aprilia  | Kenny Roberts, Jr. | Suzuki | Report   |
| 1998 | Sachsenring            | Tomomi Manako      | Honda   | Tetsuya Harada      | Aprilia  | Michael Doohan     | Honda  | Report   |
| 1997 | Nürburgring            | Valentino Rossi    | Aprilia | Tetsuya Harada      | Aprilia  | Michael Doohan     | Honda  | Report   |
| 1996 | Nürburgring            | Masaki Tokudome    | Aprilia | Ralf Waldmann       | Honda    | Luca Cadalora      | Honda  | Report   |
| 1995 | Nürburgring            | Haruchika Aoki     | Honda   | Max Biaggi          | Aprilia  | Daryl Beattie      | Suzuki | Report   |
| 1994 | Hockenheim             | Dirk Raudies       | Honda   | Loris Capirossi     | Honda    | Michael Doohan     | Honda  | Report   |
| 1993 | Hockenheim             | Dirk Raudies       | Honda   | Doriano Romboni     | Honda    | Daryl Beattie      | Honda  | Report   |
| 1992 | Hockenheim             | Bruno Casanova     | Aprilia | Pierfrancesco Chili | Aprilia  | Michael Doohan     | Honda  | Report   |
| 1991 | Hockenheim             | Ralf Waldmann      | Honda   | Helmut Bradl        | Honda    | Kevin Schwantz     | Suzuki | Report   |
| 1990 | Nürburgring GP-Strecke | Doriano Romboni    | Honda   | Wilco Zeelenberg    | Honda    | Kevin Schwantz     | Suzuki | Report   |

| Năm  | Trường đua             | 80cc              | 80cc         | 125cc          | 125cc        | 250cc            | 250cc        | 500cc            | 500cc        | Chi tiết |
| Năm  | Trường đua             | Tay đua           | Xe           | Tay đua        | Xe           | Tay đua          | Xe           | Tay đua          | Xe           | Chi tiết |
| ---- | ---------------------- | ----------------- | ------------ | -------------- | ------------ | ---------------- | ------------ | ---------------- | ------------ | -------- |
| 1989 | Hockenheim             | Peter Öttl        | Krauser      | Àlex Crivillé  | JJ Cobas     | Sito Pons        | Honda        | Wayne Rainey     | Yamaha       | Report   |
| 1988 | Nürburgring GP-Strecke | Jorge Martínez    | Derbi        | Ezio Gianola   | Honda        | Luca Cadalora    | Yamaha       | Kevin Schwantz   | Suzuki       | Report   |
| 1987 | Hockenheim             | Gerhard Waibel    | Krauser      | Fausto Gresini | Garelli      | Anton Mang       | Honda        | Eddie Lawson     | Yamaha       | Report   |
| 1986 | Nürburgring GP-Strecke | Manuel Herreros   | Derbi        | Luca Cadalora  | Garelli      | Carlos Lavado    | Yamaha       | Eddie Lawson     | Yamaha       | Report   |
| 1985 | Hockenheim             | Stefan Dörflinger | Krauser      | August Auinger | Monnet       | Martin Wimmer    | Yamaha       | Christian Sarron | Yamaha       | Report   |
| 1984 | Nürburgring GP-Strecke | Stefan Dörflinger | Zündapp      | Ángel Nieto    | Garelli      | Christian Sarron | Yamaha       | Freddie Spencer  | Honda        | Report   |
| Year | Track                  | 50cc              | 50cc         | 125cc          | 125cc        | 250cc            | 250cc        | 500cc            | 500cc        | Report   |
| Year | Track                  | Rider             | Manufacturer | Rider          | Manufacturer | Rider            | Manufacturer | Rider            | Manufacturer | Report   |
| 1983 | Hockenheim             | Stefan Dörflinger | Krauser      | Ángel Nieto    | Garelli      | Carlos Lavado    | Yamaha       | Kenny Roberts    | Yamaha       | Report   |

| Năm  | Trường đua               | 50cc                 | 50cc     | 125cc              | 125cc      | 250cc               | 250cc                     | 350cc             | 350cc                     | 500cc             | 500cc     | Chi tiết |
| Năm  | Trường đua               | Tay đua              | Xe       | Tay đua            | Xe         | Tay đua             | Xe                        | Tay đua           | Xe                        | Tay đua           | Xe        | Chi tiết |
| ---- | ------------------------ | -------------------- | -------- | ------------------ | ---------- | ------------------- | ------------------------- | ----------------- | ------------------------- | ----------------- | --------- | -------- |
| 1982 | Hockenheim               | Eugenio Lazzarini    | Garelli  |                    |            | Anton Mang          | Kawasaki                  | Manfred Herweh    | Yamaha                    | Randy Mamola      | Suzuki    | Report   |
| 1981 | Hockenheim               | Stefan Dörflinger    | Kreidler | Ángel Nieto        | Minarelli  | Anton Mang          | Kawasaki                  | Anton Mang        | Kawasaki                  | Kenny Roberts     | Yamaha    | Report   |
| 1980 | Nürburgring Nordschleife | Stefan Dörflinger    | Kreidler | Guy Bertin         | Motobécane | Kork Ballington     | Kawasaki                  | Jon Ekerold       | Yamaha                    | Marco Lucchinelli | Suzuki    | Report   |
| 1979 | Hockenheim               | Gerhard Waibel       | Kreidler | Ángel Nieto        | Minarelli  | Kork Ballington     | Kawasaki                  | Jon Ekerold       | Yamaha                    | Wil Hartog        | Suzuki    | Report   |
| 1978 | Nürburgring Nordschleife | Ricardo Tormo        | Bultaco  | Ángel Nieto        | Minarelli  | Kork Ballington     | Kawasaki                  | Takazumi Katayama | Yamaha                    | Virginio Ferrari  | Suzuki    | Report   |
| 1977 | Hockenheim               | Herbert Rittberger   | Kreidler | Pier Paolo Bianchi | Morbidelli | Christian Sarron    | Yamaha                    | Takazumi Katayama | Yamaha                    | Barry Sheene      | Suzuki    | Report   |
| 1976 | Nürburgring Nordschleife | Ángel Nieto          | Bultaco  | Anton Mang         | Morbidelli | Walter Villa        | Aermacchi Harley-Davidson | Walter Villa      | Aermacchi Harley-Davidson | Giacomo Agostini  | MV Agusta | Report   |
| 1975 | Hockenheim               | Ángel Nieto          | Kreidler | Paolo Pileri       | Morbidelli | Walter Villa        | Aermacchi Harley-Davidson | Johnny Cecotto    | Yamaha                    | Giacomo Agostini  | Yamaha    | Report   |
| 1974 | Nürburgring Nordschleife | Ingo Emmerich        | Kreidler | Fritz Reitmaier    | Maico      | Helmut Kassner      | Yamaha                    | Helmut Kassner    | Yamaha                    | Edmund Czihak     | Yamaha    | Report   |
| 1973 | Hockenheim               | Theo Timmer          | Jamathi  | Kent Andersson     | Yamaha     | Jarno Saarinen      | Yamaha                    | Teuvo Länsivuori  | Yamaha                    | Phil Read         | MV Agusta | Report   |
| 1972 | Nürburgring Nordschleife | Jan de Vries         | Kreidler | Gilberto Parlotti  | Morbidelli | Hideo Kanaya        | Yamaha                    | Jarno Saarinen    | Yamaha                    | Giacomo Agostini  | MV Agusta | Report   |
| 1971 | Hockenheim               | Jan de Vries         | Kreidler | Dave Simmonds      | Kawasaki   | Phil Read           | Yamaha                    | Giacomo Agostini  | MV Agusta                 | Giacomo Agostini  | MV Agusta | Report   |
| 1970 | Nürburgring Nordschleife | Ángel Nieto          | Derbi    | John Dodds         | Aermacchi  | Kel Carruthers      | Yamaha                    | Giacomo Agostini  | MV Agusta                 | Giacomo Agostini  | MV Agusta | Report   |
| 1969 | Hockenheim               | Aalt Toersen         | Kreidler | Dave Simmonds      | Kawasaki   | Kent Andersson      | Yamaha                    | Giacomo Agostini  | MV Agusta                 | Giacomo Agostini  | MV Agusta | Report   |
| 1968 | Nürburgring Südschleife  | Hans-Georg Anscheidt | Suzuki   | Phil Read          | Yamaha     | Bill Ivy            | Yamaha                    | Giacomo Agostini  | MV Agusta                 | Giacomo Agostini  | MV Agusta | Report   |
| 1967 | Hockenheim               | Hans-Georg Anscheidt | Suzuki   | Yoshimi Katayama   | Suzuki     | Ralph Bryans        | Honda                     | Mike Hailwood     | Honda                     | Giacomo Agostini  | MV Agusta | Report   |
| 1966 | Hockenheim               | Hans-Georg Anscheidt | Suzuki   | Luigi Taveri       | Honda      | Mike Hailwood       | Honda                     | Mike Hailwood     | Honda                     | Jim Redman        | Honda     | Report   |
| 1965 | Nürburgring Südschleife  | Ralph Bryans         | Honda    | Hugh Anderson      | Suzuki     | Phil Read           | Yamaha                    | Giacomo Agostini  | MV Agusta                 | Mike Hailwood     | MV Agusta | Report   |
| 1964 | Solitude                 | Ralph Bryans         | Honda    | Jim Redman         | Honda      | Phil Read           | Yamaha                    | Jim Redman        | Honda                     | Mike Hailwood     | MV Agusta | Report   |
| 1963 | Hockenheim               | Hugh Anderson        | Suzuki   | Ernst Degner       | Suzuki     | Tarquinio Provini   | Morini                    | Jim Redman        | Honda                     |                   |           | Report   |
| 1962 | Solitude                 | Ernst Degner         | Suzuki   | Luigi Taveri       | Honda      | Jim Redman          | Honda                     |                   |                           |                   |           | Report   |
| 1961 | Hockenheim               | Miro Zelnik          |          | Ernst Degner       | MZ         | Kunimitsu Takahashi | Honda                     | František Šťastný | Jawa                      | Gary Hocking      | MV Agusta | Report   |

| Năm  | Trường đua               | 125cc               | 125cc     | 250cc               | 250cc     | 350cc           | 350cc      | 500cc           | 500cc     | Chi tiết |
| Năm  | Trường đua               | Tay đua             | Xe        | Tay đua             | Xe        | Tay đua         | Xe         | Tay đua         | Xe        | Chi tiết |
| ---- | ------------------------ | ------------------- | --------- | ------------------- | --------- | --------------- | ---------- | --------------- | --------- | -------- |
| 1960 | Solitude                 |                     |           | Gary Hocking        | MV Agusta |                 |            | John Surtees    | MV Agusta | Report   |
| 1959 | Hockenheim               | Carlo Ubbiali       | MV Agusta | Carlo Ubbiali       | MV Agusta | John Surtees    | MV Agusta  | John Surtees    | MV Agusta | Report   |
| 1958 | Nürburgring Nordschleife | Carlo Ubbiali       | MV Agusta | Tarquinio Provini   | MV Agusta | John Surtees    | MV Agusta  | John Surtees    | MV Agusta | Report   |
| 1957 | Hockenheim               | Carlo Ubbiali       | MV Agusta | Carlo Ubbiali       | MV Agusta | Libero Liberati | Gilera     | Libero Liberati | Gilera    | Report   |
| 1956 | Solitude                 | Romolo Ferri        | Gilera    | Carlo Ubbiali       | MV Agusta | Bill Lomas      | Moto Guzzi | Reg Armstrong   | Gilera    | Report   |
| 1955 | Nürburgring Nordschleife | Carlo Ubbiali       | MV Agusta | Hermann Paul Müller | NSU       | Bill Lomas      | Moto Guzzi | Geoff Duke      | Gilera    | Report   |
| 1954 | Solitude                 | Rupert Hollaus      | NSU       | Werner Haas         | NSU       | Ray Amm         | Norton     | Geoff Duke      | Gilera    | Report   |
| 1953 | Schottenring             | Carlo Ubbiali       | MV Agusta | Werner Haas         | NSU       | Carlo Bandirola |            | Walter Zeller   |           | Report   |
| 1952 | Solitude                 | Werner Haas         | NSU       | Rudi Felgenheier    | DKW       | Reg Armstrong   | Norton     | Reg Armstrong   | Norton    | Report   |
| 1951 | Solitude                 | Hermann Paul Müller |           | Enrico Lorenzetti   |           | Geoff Duke      |            | Geoff Duke      |           | Report   |

| Năm  | Trường đua                         | 175cc            | 250cc              | 350cc              | 500cc              | Chi tiết |
| ---- | ---------------------------------- | ---------------- | ------------------ | ------------------ | ------------------ | -------- |
| 1939 | Sachsenring                        |                  | Nello Pagani       | Walter Hamelehle   | Dorino Serafini    | Report   |
| 1938 | Sachsenring                        |                  | Ewald Kluge        | John White         | Georg Meier        | Report   |
| 1937 | Sachsenring                        |                  | Ewald Kluge        | Harold Daniell     | Karl Gall          | Report   |
| 1936 | Sachsenring (Hohenstein-Ernstthal) |                  | H. G. Tyrell Smith | Freddie Frith      | Jimmie Guthrie     | Report   |
| 1935 | Sachsenring (Hohenstein-Ernstthal) |                  | Walfried Winkler   | Walter Rusk        | Jimmie Guthrie     | Report   |
| 1934 | Sachsenring (Hohenstein-Ernstthal) |                  | H. G. Tyrell Smith | Jimmie Simpson     | Otto Ley           | Report   |
| 1933 | AVUS                               |                  | Charlie Dodson     | Ernst Loof         | Josef Stelzer      | Report   |
| 1932 |                                    |                  |                    |                    |                    |          |
| 1931 | Nürburgring Nordschleife           |                  | Elvetio Toricelli  | H. G. Tyrell Smith | Stanley Woods      | Report   |
| 1930 | Nürburgring Nordschleife           |                  | Les Crabtree       | Jimmie Guthrie     | Graham Walker      | Report   |
| 1929 | Nürburgring Nordschleife           | Arthur Geiß      | Syd Crabtree       | Wal Handley        | H. G. Tyrell Smith | Report   |
| 1928 | Nürburgring Nordschleife           | Arthur Geiß      | Syd Crabtree       | Pietro Ghersi      | Charlie Dodson     | Report   |
| 1927 | Nürburgring Nordschleife           | Willy Henkelmann | Cecil Ashby        | Jimmie Simpson     | Graham Walker      | Report   |
| 1926 | AVUS                               | Kurt Friedrich   | Jock Porter        | Jimmie Simpson     | Josef Stelzer      | Report   |
| 1925 | AVUS                               | Willy Zick       | Cecil Ashby        | Miro Maffeis       | Paul Köppen        | Report   |